# Cis nitidus
Cis nitidus es una especie de coleóptero de la familia Ciidae.

## Distribución geográfica
Habita en Eurasia.